# 오미야정 (교토부)
오미야정(일본어: 大宮町)은 일본 교토부 나카군의 옛 정이다. 단고 지면으로 대표되는 직물업과 농업을 기간산업으로 하여 지역의 특성을 살린 자연운동공원이나 국영농지 개발을 추진하였다. 2004년에 주변 자치체와 합병해 교탄고시가 되었다.

## 역사
오미야 정역에 112개소의 유적이 확인되고 있으며, 또한 다케노 강과 그 지류인 쓰나요시 강 유역에는 고분이 많다[1]. 죠몬 시대부터 고훈 시대의 뒷 그늘 유적, 야요이 시대의 엔리 유적과 이와타테바시 유적, 야요이 후기부터 고분 시대의 오미야메진샤 제사 유적과 이시묘진 유적 등이다 율령제하에서는 이 지역에 미에 향, 오노 향.
메이지유신 이후의 이 지역은 우선 구미하마 현·미네야마 현·미야즈 현으로 분리되어 1871년 도요오카 현에 편입됐다가 1876년 교토 부에 편입됐다.1908년에는 이 지역에 전화가 개통되었고, 1912년에는 전등이 켜졌다. 1922년 3월에는 국철 미야즈 선이 개업했고, 이 지역에는 구치오노 역이 설치되었다. 1927년 3월 7일에는 북 단고 지진이 발생해 이 지역은 전파 589호, 사망자 113명, 부상자 821명이라는 막대한 피해를 입었다. 구치오노촌의 사망자수는 인구의 2.7%에 해당하는 49명, 오쿠오노촌의 사망자수는 42명이며 구치오노촌의 피해는 특히 건물 붕괴와 화재로 인한 것이었다.
태평양전쟁 중에는 이 지역과 미네야마정에 걸쳐 있는 곳에 미네야마 해군 항공대의 비행장이 건설되었고, 이 지역에는 숙소가 설치되었다.오미야정은 1951년에 6촌이 합병해 발족했는데, 정명은 공모에 의한 것으로 오미야매 신사(大宮賣神社)에서 따왔다. 오미야정은 미네야마정과 함께 단고치리멘의 중심지이며 1982년 현재 호수의 약 70%가 직물 관련 산업에 종사하고 있었다.
- 1889년 4월 1일 - 정촌제 시행으로 - 나카군 오노촌, 조센촌, 미에촌, 스키촌, 가와베촌, 이카가촌, 쓰네요시촌이 성립하였다.
- 1892년 3월 5일 - 오노촌이 분촌으로 구치오노촌, 오쿠오노촌이 되었다.
- 1951년 4월 1일 - 구치오노촌, 오쿠오노촌, 미에촌, 스키촌, 가와베촌, 이카가촌, 쓰네요시촌이 신설 합병해 오미야정이 되었다.
- 2004년 4월 1일 - 나카군 미네야마정, 다케노군 아미노정, 단고정, 야사카정, 구마노군, 구미하마정, 쓰네요시촌과 합병해

교탄고시가 되었다.

## 교통

### 철도
- 기타킨키 탱고 철도
  - 미야즈 선

### 도로
- 국도 제312호선 (일본)(일본어판)